# Anthony Duclair
Anthony Duclair, född 26 augusti 1995, är en kanadensisk professionell ishockeyforward som spelar för Florida Panthers i NHL.
Han har tidigare spelat för New York Rangers, Arizona Coyotes,  Chicago Blackhawks, Columbus Blue Jackets och Ottawa Senators i NHL; Tucson Roadrunners i AHL samt Remparts de Québec i LHJMQ.

## Karriär

### NHL

#### New York Rangers
Han draftades av New York Rangers i tredje rundan i 2013 års draft som 80:e spelare totalt.

#### Arizona Coyotes
Den 1 mars 2015 skickade Rangers iväg Duclair, John Moore, Rangers första draftval i 2016 års draft och ett andra draftval i 2015 års draft till Coyotes i utbyte mot Keith Yandle, Chris Summers och ett fjärde draftval i 2016 års draft.

#### Chicago Blackhawks
11 januari 2018 blev han bytt till Chicago Blackhawks tillsammans med Adam Clendening i utbyte mot Richard Panik och Laurent Dauphin.

#### Columbus Blue Jackets
Han skrev som free agent på ett ettårskontrakt värt 650 000 dollar med Columbus Blue Jackets den 5 juli 2018.

#### Ottawa Senators
Den 24 februari 2019 tradades han till Ottawa Senators tillsammans med två draftval i andra rundan, ett 2019 och ett 2020, i utbyte mot Ryan Dzingel och ett draftval i sjunde rundan 2019.

## Statistik
| 2009–2010    | Les Conquérants des Basses Laurentides |              | 59  | 81  | 47  | 128 | 32  | —  | —  | —  | —  | —  |
| 2010–2011    | Lac St-Louis Lions                     | LHMAAAQ      | 34  | 25  | 32  | 57  | 36  | 14 | 9  | 14 | 23 | 20 |
| 2011–2012    | Remparts de Québec                     | LHJMQ        | 63  | 31  | 35  | 66  | 50  | 11 | 3  | 5  | 8  | 8  |
| 2012–2013    | Remparts de Québec                     | LHJMQ        | 55  | 20  | 30  | 50  | 22  | 11 | 3  | 5  | 8  | 12 |
| 2013–2014    | Remparts de Québec                     | LHJMQ        | 59  | 50  | 49  | 99  | 56  | —  | —  | —  | —  | —  |
| 2014–2015    | New York Rangers                       | NHL          | 18  | 1   | 6   | 7   | 4   | —  | —  | —  | —  | —  |
|              | Remparts de Québec                     | LHJMQ        | 26  | 15  | 19  | 34  | 24  | 22 | 8  | 18 | 26 | 18 |
| 2015–2016    | Arizona Coyotes                        | NHL          | 81  | 20  | 24  | 44  | 49  | —  | —  | —  | —  | —  |
| 2016–2017    | Arizona Coyotes                        | NHL          | 58  | 5   | 10  | 15  | 14  | —  | —  | —  | —  | —  |
|              | Tucson Roadrunners                     | AHL          | 16  | 1   | 7   | 8   | 4   | —  | —  | —  | —  | —  |
| 2017–2018    | Arizona Coyotes                        | NHL          | 33  | 9   | 6   | 15  | 10  | —  | —  | —  | —  | —  |
|              | Chicago Blackhawks                     | NHL          | 23  | 2   | 6   | 8   | 6   | —  | —  | —  | —  | —  |
| 2018–2019    | Columbus Blue Jackets                  | NHL          | 53  | 11  | 8   | 19  | 12  | —  | —  | —  | —  | —  |
|              | Ottawa Senators                        | NHL          | 21  | 8   | 6   | 14  | 2   | —  | —  | —  | —  | —  |
| 2019–2020    | Ottawa Senators                        | NHL          | 66  | 23  | 17  | 40  | 18  | —  | —  | —  | —  | —  |
| 2020–2021    | Florida Panthers                       | NHL          | 43  | 10  | 22  | 32  | 18  | 6  | 0  | 0  | 0  | 6  |
| 2021–2022    | Florida Panthers                       | NHL          | 74  | 31  | 27  | 58  | 30  | 8  | 1  | 2  | 3  | 4  |
| 2022–2023    | Florida Panthers                       | NHL          | 20  | 2   | 7   | 9   | 2   | 20 | 4  | 7  | 11 | 16 |
| NHL totalt   | NHL totalt                             | NHL totalt   | 490 | 122 | 139 | 261 | 165 | 34 | 5  | 9  | 14 | 26 |
| LHJMQ totalt | LHJMQ totalt                           | LHJMQ totalt | 203 | 116 | 133 | 249 | 152 | 44 | 14 | 28 | 42 | 38 |

### Internationellt
| Källa: Uppdaterad: 2022-05-26 | Källa: Uppdaterad: 2022-05-26 | Källa: Uppdaterad: 2022-05-26 |         | Utv = Utvisningsminuter | Utv = Utvisningsminuter | Utv = Utvisningsminuter | Utv = Utvisningsminuter | Utv = Utvisningsminuter |
| År                            | Lag                           | Mästerskap                    | Matcher | Mål                     | Assists                 | Poäng                   | Utv                     |                         |
| ----------------------------- | ----------------------------- | ----------------------------- | ------- | ----------------------- | ----------------------- | ----------------------- | ----------------------- | ----------------------- |
| 2012                          | Kanada                        | Ivan Hlinka                   | 5       | 1                       | 1                       | 2                       | 8                       |                         |
| 2015                          | Kanada                        | JVM                           | 7       | 4                       | 4                       | 8                       | 16                      |                         |
| Junior totalt                 | Junior totalt                 | Junior totalt                 | 12      | 5                       | 5                       | 10                      | 24                      |                         |